# Jürgen Litz
Jürgen Litz (ur. 8 października 1938 w Essen) – niemiecki wioślarz reprezentujący RFN, mistrz olimpijski.

## Kariera
Wystąpił na igrzyskach olimpijskich w Rzymie w 1960, gdzie Wspólna Reprezentacja Niemiec w składzie: Gerd Cintl, Horst Effertz, Klaus Riekemann, Jürgen Litz i Michael Obst (sternik) zdobyła złoty medal w czwórkach ze sternikiem. W finale o 2,50 sekundy wyprzedzili Francuzów i o 4,60 sekundy Włochów. Był to jego jedyny start olimpijski.
W 1960 zdobył także wicemistrzostwo RFN w ósemkach. Odznaczony Srebrnym Liściem Laurowym.